# 扎利希基區

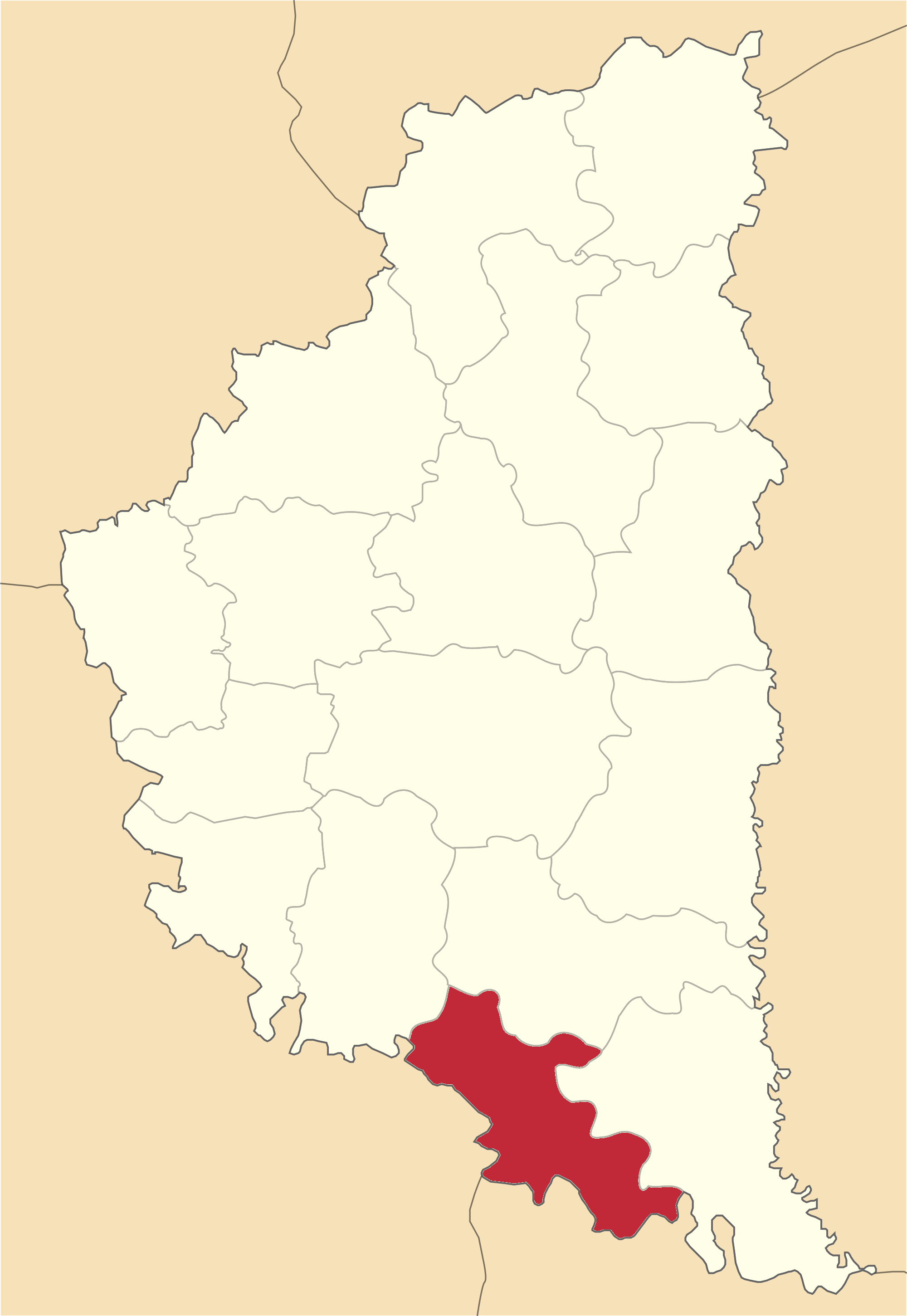

扎利希基區（烏克蘭語：Заліщицький район）是位於烏克蘭西部捷爾諾波爾州的舊區，首府設於扎利希基，並於2020年被撤銷。該區面積684平方公里，2015年人口46,951，人口密度每平方公里68.6人。